# Marquesado de Acialcázar
El marquesado de Acialcázar es un título nobiliario español creado por el rey Carlos II por carta de 16 de abril de 1666 a favor de Baltasar de Vergara y Grimón. Su nombre se refiere al lugar de Acialcázar o más correctamente Facialcázar, situado en el municipio andaluz de Utrera, en la provincia de Sevilla, donde estuvo la antigua ciudad romana de Salpesa.

## Marqueses de Acialcázar
- Baltasar López de Vergara y Grimón, i marqués de Acialcázar.[1] Era hijo de Cristóbal López de Vergara y de su esposa Juana Grimón.[4] Caballero de la Orden de Calatrava.

No tuvo descendencia y le sucedió su sobrinanieta.
- Florencia Viña de Vergara, ii marquesa de Acialcázar.[1] Le sucedió su hermana:

- Francisca Viña de Vergara y Alvarado-Bracamonte, iii marquesa de Acialcázar.[1]

Contrajo matrimonio en La Orotava el 25 de julio de 1675 con Esteban de Llarena Calderón. Le sucedió su hijo.
- José Antonio de Llarena-Calderón y Viña de Vergara, iv marqués de Acialcázar.[1]

Contrajo matrimonio el 28 de junio de 1676 con Francisca Juana de Mesa y Viña de Vergara, marquesa de Torre Hermosa.  Le sucedió su hijo.
- Diego de Llarena y Mesa, v marqués de Acialcázar;[1]

- Esteban de Llarena y Graaf, vi marqués de Acialcázar,[1]

Casado en 1726 con Juana de Llarena y Mesa. Le sucedió su hijo.
- Manuel de Llarena-Calderón y Llarena, vii marqués de Acialcázar.

Se casó con Úrsula Westerling y del Castillo. Le sucedió su hija.
- Juana de Llarena-Calderón y Westerling, viii marquesa de Acialcázar.[1]

Contrajo matrimonio con Tomás de Nava-Grimón y Pérez de Barradas, marqués de Villanueva de Prado. En 1891 le sucedió su nieto.
- Fernando de Nava y del Hoyo (m. La Laguna, 16 de julio de 1931),[5] ix marqués de Acialcázar.

Se casó con Concepción Salazar y Chirino. Al no tener sucesión, el 31 de julio de 1903 le sucedió en el título su primo segundo.
- Francisco de Quintana y de León, x marqués de Acialcázar[1] y senador por las Islas Canarias (1921-1922).[6]

Casado con Blanca Nelsón y Bayldon Creswell.  El 10 de julio de 1953 le sucedió su hijo.
- Gonzalo de Quintana y Nelson (m. 6 de marzo de 1987),[7] xi marqués de Acialcázar.[1][2]

El 24 de noviembre de 1988 le sucedió su hermana.
- María Dolores de Quintana y Nelson (m. 25 de julio de 1995),[8] xii marquesa de Acialcázar;[9]

Se casó con José María Pinto y de la Rosa (San Cristóbal de la Laguna, 21 de agosto de 1893-Las Palmas de Gran Canaria, 5 de noviembre de 1969), general de brigada de ingenieros y escritor. El 29 de enero de 1998 le sucedió su hijo:
- Pedro María Pinto y Quintana (Las Palmas, 23 de agosto de 1930-24 de abril de 2007),[12][10] xiii marqués de Acialcázar.[1]

Se casó con María Teresa Sancristóval y Murúa, hija de José María Joaquín de Sancristóval y Cavero, VII conde de Isla, y de su esposa Ignacia Murúa y Samaniego. Le sucedió su hijo:
- José María Pinto y de Sancristóval, xiv y actual marqués de Acialcázar (desde el 24 de julio de 2007).[1][13]